# Lista de prefeitos de Araguari
Listagem dos chefes de executivo que já ocuparam uma cadeira no Município de Araguari - MG
|     | Prefeito                          | Vice                             | Gestão                                          |       |
| --- | --------------------------------- | -------------------------------- | ----------------------------------------------- | ----- |
| 1°  | José Rodrigues da Cunha           | João Rodrigues Peixoto Sobrinho  | 1884/1887                                       |       |
| 2°  | Rafael Rodrigues Alves            | Theophilo de Godoy               | 1887/1890                                       |       |
| 3°  | José Rodrigues Alves              | João Carneiro de Castro          | 1890/1892                                       |       |
| 4°  | Aurélio Antônio de Oliveira       | José Carrijo Peixoto             | 1893/1894                                       |       |
| 5°  | Aurélio Antônio de Oliveira       | Antônio César de Siqueira        | 1895/1897                                       |       |
| 6°  | Olympio Ferreira dos Santos       | Miguel José Costa                | 1898/1912                                       |       |
| 7°  | Olympio Ferreira dos Santos       | José Ferreira Alves              | 1912/1915                                       |       |
| 8°  | Adalardo Alberto Pereira da Cunha | Marciano Santos                  | 1916/1922                                       |       |
| 9°  | Marciano Santos                   | Philadelpho de Lima              | 1922/1930                                       |       |
| 10° | Mário da Silva Pereira            | -                                | 1930/1933                                       |       |
| 11° | Delermando Cardoso                | -                                | 1933/1934                                       |       |
| 12° | José Jeovah dos Santos            | -                                | 1934/1944                                       |       |
| 13° | Jaime Veloso Meimberg             | -                                | 1945/1945                                       |       |
| 14° | Edmundo Augusto Lins              | -                                | 1946/1946                                       |       |
| 15° | Elmiro Barbosa                    | -                                | 1946/1947                                       |       |
| 16° | Oswaldo Pierucetti                | Elpídio Viana Canabrava          | 1948/1951                                       |       |
| 17° | Adalcindo de Amorim               | Eduardo Rodrigues da Cunha Neto  | 1951/1955                                       |       |
| 18° | Eduardo Rodrigues da Cunha Neto   | Moisés de Carvalho Alves         | 1955/1959                                       |       |
| 19° | José Jeovah dos Santos            | Antônio Nunes de Carvalho        | 1959/1963                                       |       |
| 20° | Miguel Domingos de Oliveira       | Milton de Lima Filho             | 1963/1967                                       |       |
| 21° | Fausto Fernandes de Melo          | José Veloso Araújo               | 1967/1971                                       |       |
| 22° | Milton de Lima Filho              | Fábio Divino de Oliveira         | 1971/1973                                       |       |
| 23° | Milton Lemos da Silva             | Luiz Fernando Belém Botelho      | 1973/1977                                       |       |
| 24° | Fausto Fernandes de Melo          | Luiz Cláudio Barreiros da Cunha  | 1977/1983                                       |       |
| 25° | Neiton de Paiva Neves             | Luiz Alberto de Fátima Rodrigues | 1983/1988                                       |       |
| 26° | Wanderlei Inácio                  | Napoleão Rodrigues Borges        | 1° de janeiro de 1989 até 1° de janeiro de 1992 |       |
| 27° | Miguel Domingos de Oliveira       | José Antônio Tomé                | 1° de janeiro de 1993 até 1° de janeiro de 1997 |       |
| 28° | Milton de Lima Filho              | Delermando Veloso de Araújo      | 1° de janeiro de 1997 até 1° de janeiro de 2001 |       |
| 29° | Marcos Antônio Alvim              | Marlos Florêncio Fernandes       | 1° de janeiro de 2001 até 1° de janeiro de 2009 |       |
| 30° | Marcos Coelho de Carvalho         | Júberson dos Santos Melo         | 1° de janeiro de 2009 até 1° de janeiro de 2013 |       |
| 31° | Raul José de Belém                | Werley Macedo                    | 1° de janeiro de 2013 até 1° de janeiro de 2017 |       |
| 32° | Marcos Coelho de Carvalho         | Clayton Fernandes                | 1° de janeiro de 2017 até 1° de janeiro de 2021 |       |
| 33° | Renato Carvalho Fernandes         | Maria Cecília de Araújo          | 1° de janeiro de 2021 até a atualidade          | [ 1 ] |